# Predikament
Een predikament is een begrip in de filosofie tot de zestiende eeuw waarmee de hoogste trap van ordening naar extensie van predicaten werd aangeduid. Dit begrip verdween in latere eeuwen, door de overgang van de premoderne filosofie naar de moderne filosofie. 
De Latijnse term praedicamentum is door Boëthius gegeven aan het iets minder technische begrip categorie. 